# Twilight Sparkle
Twilight Sparkle es un personaje ficticio y protagonista de la serie de televisión de dibujos animados My Little Pony: La magia de la amistad, y My Little Pony: Equestria Girls. Es una alicornio (unicornio en las primeras tres temporadas) y princesa de la amistad. Hija de Twilight Velvet y Night Light, hermana de Shining Armor, cuñada de la Princesa Cadance, y tía de Flurry Heart.
El personaje recibe su voz original en la serie por Tara Strong. La voz en la versión española es interpretada por Yolanda Gispert, mientras que en Hispanoamérica es interpretada por Carla Castañeda, a excepción de los episodios Suited For Success hasta Over a Barrel, en los cuales fue reemplazada brevemente por la voz de Carolina Ayala.

## Desarrollo
Lauren Faust se inspiró para crear a Twilight Sparkle en su pony G1 de la infancia Twilight. Los primeros diseños de Twilight poseen un esquema de color y un cutie mark similar al Twilight de la primera generación, quien aparece en el episodio piloto "Rescue at Midnight Castle". El esquema de color de Twilight Sparkle fue más tarde cambiado por el de la pony G3 Twilight Twinkle, con una ligera diferencia en la crin y el cola, pero Lauren Faust dijo que Twilight originalmente tenía un cabello azul oscuro con líneas azul cielo; Twilight Sparkle se llamaba "Twilight Twinkle" en los primeros guiones de la serie; Moon Dancer se refiere a ella por ese nombre en una ocasión en Amending Fences, y el nombre es usado también para uno de sus trajes en el juego móvil de Gameloft.  Twilight G1 se teletransporta con sólo desearlo, y a Twilight Twinkle le gusta ver luciérnagas; Twilight Sparkle comparte características de ambas ponis, con su habilidad de teletransportarse.
En el libro The Art of Equestria, Twilight es mostrada originalmente con una cola y crin con varios tonos azulados, y su cutie mark original era una luna creciente blanca con una estrella de cinco puntas amarilla, el cual, de acuerdo con Mary Jane Begin, "sugiere tanto realeza y una conciencia mística".
Como una alicornio, Twilight Sparkle es un poquito más alta que un poni normal, su cuello es ligeramente más curvado, y su cuerno es un poquito más grande que un unicornio. Su título y su nombre juntos son similares al de la unicornio G1 Princesa Sparkle. En el último capítulo El Ultimo Problema es muchísimo más alta que sus amigas y su melena es más larga su apariencia es similar a la de la Princesa Celestia.

## Historia
En Magical Mystery Cure, Twilight completa un hechizo antiguo con su profundo conocimiento de la amistad. La Princesa Celestia le dice a Twilight que ella está lista para la próxima etapa de su vida, y transforma a Twilight en una alicornio y gana el título de princesa.

## Habilidades
Twilight muestra su capacidad de organización en Winter Wrap Up. Cuando empacar el invierno se vuelve ineficiente y desorganizado, ella organiza a los equipos y se asegura de que el invierno sea empacado a tiempo. Mayor Mare le da a Twilight el título oficial de "organizadora de todos los equipos". Twilight también usa sus habilidades de organización en los episodios Lesson Zero, Secret of My Excess, y en It's About Time. En el libro The Art of Equestria, Jayson Thiessen sugiere que Twilight tiene "una pizca de TOC".